# Jean Rouppert
Jean Rouppert (ur. 15 sierpnia 1887, zm.  25 sierpnia 1979) – francuski malarz, rysownik i rzeźbiarz.

## Życiorys
Urodził się 15 sierpnia 1887 w Custines, w departamencie Meurthe i Mozela. Mieszkał w Lotaryngii do 1924, a następnie w regionie Rhône-Alpes, najpierw w Lyonie, a od 1932 roku w Roannais. Między 1913 i 1924 pracował jako projektant i kreślarz w pracowni Émile Gallé w Nancy, gdzie się wykształcił na artystę sztuk dekoracyjnych.
W czasie I wojny światowej służył jako żołnierz. W 1925 roku otworzył swój warsztat w Lyonie, a następnie, w 1932 roku, w Saint-Alban-les-Eaux. Zmarł w wieku 91 lat, 25 sierpnia 1979, rok po śmierci swojej żony.

## Twórczość
Jean Rouppert wyrażał się artystycznie przede wszystkim poprzez rysunek i malarstwo. Od 1934 roku wykonywał również rzeźby w drewnie.  Głównymi tematami jego dzieł  są karykatury i wyraziste twarze, Wielka Wojna, krajobrazy naturalistyczne i wyobrażone, jak również motywy zwierzęce. Podczas służby wojskowej Rouppert zrobił wiele rysunków czarnym atramentem. Są one wyrazem bezkompromisowej krytyki wojny. 
Rysował też ilustracje o tematach literackich i historycznych, mitologicznych, legendarnych i religijnych, znane postacie, a także motywy art déco.
Rouppert ukształtował się pod wpływem sztuki germańskiej i lotaryńskiej XVI i XVII wieku (Dürer, Callot) nadającej dyscypliny i precyzji jego kresce. Ślady jego pracy u Galle i  wpływy art nouveau i sztuki japońskiej (zwłaszcza Hokusai), przejawiają się w jego twórczości malarskiej, akwarelach i gwaszach, w jego rysunkach piórkiem, jak i rzeźbach, które stworzył.
Jean Rouppert wystawiał swoje prace w muzeach i galeriach, w tym w Salonie Lyońskiego Towarzystwa Sztuk Pięknych i w Salonie Przyjaciół Sztuki w Roanne w 1930, 1940 i 1950 roku.
Od 1996 roku liczne wystawy retrospektywne poświęcone jego sztuce organizowane są w wielu francuskich muzeach.